# Икарус ИК-1
ИК-1 је био први прототип авиона ИК-2, познат и под ознаком ИК-Л1.
Конструктори су били Љубомир Илић и Коста Сивчев, а направила га је земунска фабрика авиона Икарус. Прототип је имао први лет 22. априла 1933. године.
- ТТ карактеристике авиона ИКАРУС ИК-Л1
- Мотор = HS 12 YCrs 860 KS (Хиспано Суиза)

Димензије
- Распон крила=11,40 m
- Дужина трупа=7,88 m
- Висина=3,84 m
- Површина крила=18,00 m2

Масе
- Маса празног=1440 kg
- Маса на полетању=1650 kg
- Гориво=150-200 lit
- Уље=20 kg

Авион је уништен током пробног лета јер му је попуцао шав на крилу авиона (имао је платнену облогу крила) на срећу пробни пилот Л. Бајдак је преживео удес. Након овога се приступило изради другог прототипа са металном облогом крила, који је добио ознаку ИК-02, а серијски авиони овог типа носили су ознаку ИК-2.